# Andreas Köpke
Andreas Köpke (Kiel, Alemania Federal, 12 de marzo de 1962) es un exfutbolista alemán que jugaba como portero. Participó en los Mundiales de 1990, 1994 y 1998.

## Biografía
Tras jugar por algunos clubes, en 1983 firmó por el SC Charlottenburg, donde jugó una temporada para luego ingresar en el Hertha BSC Berlin, donde siguió con su gran proyección.
Su debut en la Bundesliga se produjo en 1986, año en el que ingresa en las filas del FC Nürnberg. Sería precisamente en el conjunto de Núremberg en el que Andreas se convertiría junto a Bodo Illgner y Oliver Kahn como uno de los grandes porteros de la Bundesliga y uno de los mejores del fútbol europeo de su época. En las filas del Núremberg se forjó sin duda su condición de estrella de la Mannschaft.
En 1993 fue elegido mejor jugador de Alemania y un año más tarde, en 1994 pasó a las filas del Eintracht Frankfurt. En el conjunto de Frankfurt siguió demostrando su condición de gran portero y estuvo a un solo paso de recalar en las filas del FC Barcelona, pero finalmente la operación no se pudo cerrar y apostaron por el portugués Vítor Baía.
En 1996 fue elegido como el Mejor Portero del Mundo por la Federación Internacional de Historia y Estadística del Fútbol (IFFHS).
Su siguiente destino sería el Olympique de Marseille, donde jugaría por espacio de tres temporadas, rindiendo a buen nivel en las dos primeras campañas, en las que promedio unos treinta encuentros.
En 1999 regresó a Alemania para cerrar su carrera en las filas del 1. FC Nürnberg, donde es todo un ídolo.
A lo largo de su carrera profesional llegó a disputar 346 partidos en la Liga alemana de primera división y 176 en la segunda división alemana. Finalmente en el verano de 2001 y en el Nürnberger Frankenstadion ante 40.000 personas que le rindieron un caluroso homenaje jugó su último partido como jugador profesional.
De cara al Mundial de Alemania 2006, Köpke fue encargado como embajador de la ciudad de Núremberg, para los duelos mundialistas.

## Con la selección nacional
Con la Selección alemana debutó el 30 de mayo de 1990 en un Alemania 1:0 Dinamarca. Estuvo presente como suplente de Bodo Illgner en la Copa del Mundo de Italia 90, donde se proclamó campeón y en la Eurocopa de 1996, donde también consiguió el título con un conjunto alemán que se impuso 2:1 a la República Checa, dirigido por Berti Vogts.
Tras la renuncia de Illgner en 1994, Andreas defendió la portería alemana con gran firmeza y llegó a ser considerado como uno de los mejores arqueros del mundo. Además de todo ello también formó parte de la selección en la Eurocopa de Naciones de 1992 en la que fue subcampeón y en los Mundiales de USA 94 y Francia 98. Tan solo la irrupción de un extraordinario Kahn y el final de su carrera pudieron relegarlo de la portería. Koepke renunció a su carrera internacional tras la derrota (3-0) sufrida por Alemania frente a Croacia, en cuartos de final del Mundial francés, el 4 de julio de 1998, cuando jugó su último partido como internacional.

## Clubes
| Club                  | País             | Año       | Partidos | Goles |
| Holstein Kiel         | Alemania Federal | 1979-1983 | 6        | 0     |
| SSC Berlin            | Alemania Federal | 1983-1984 | 38       | 0     |
| Hertha BSC            | Alemania Federal | 1984-1986 | 71       | 0     |
| 1. FC Nürnberg        | Alemania         | 1986-1994 | 235      | 2     |
| Eintracht Frankfurt   | Alemania         | 1994-1996 | 66       | 0     |
| Olympique de Marsella | Francia          | 1996-1998 | 64       | 0     |
| 1. FC Nürnberg        | Alemania         | 1998-2001 | 74       | 0     |

## Palmarés y distinciones individuales
- Campeón de la Copa Mundial de la FIFA: 1990.
- Campeón del Campeonato Europeo (Eurocopa): 1996.
- Mejor jugador de Alemania: 1993.
- Mejor Portero del Mundo, por la Federación Internacional de Historia y Estadística del Fútbol (IFFHS): 1996.
- Mejor portero de la Eurocopa: 1996.

- Datos: Q154856
- Multimedia: Andreas Köpke / Q154856